# Pereiro de Palhacana

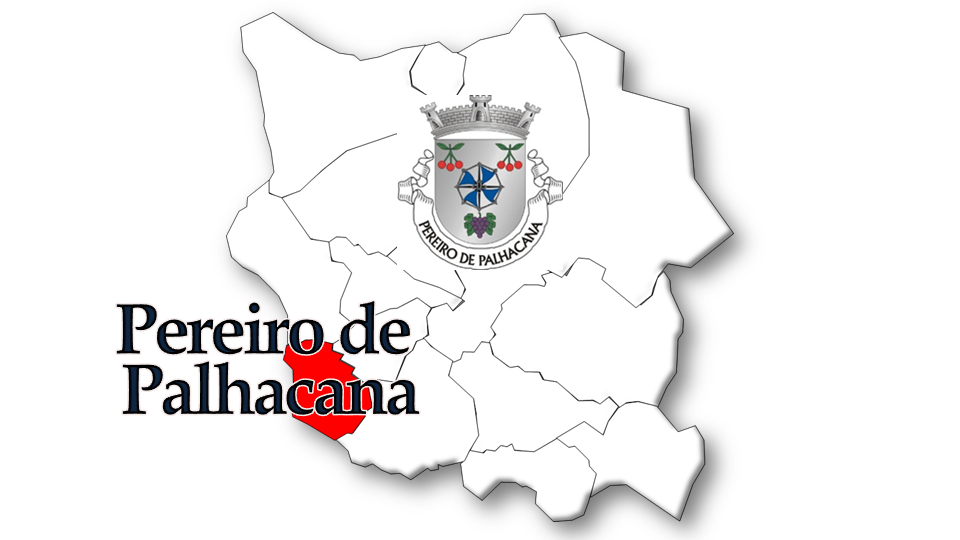
Localização da antiga Freguesia de Pereiro de Palhacana no Município de Alenquer

Pereiro de Palhacana é uma povoação portuguesa do Município de Alenquer que foi sede da extinta Freguesia de Pereiro de Palhacana, freguesia que tinha 9,21 km² de área e 577 habitantes (2011), e, portanto, uma densidade populacional de 62,6 hab/km².
A Freguesia de Pereiro de Palhacana foi extinta (agregada) em 2013, no âmbito de uma reforma administrativa nacional, tendo sido agregada à freguesia de Ribafria, para formar uma nova freguesia denominada União das Freguesias de Ribafria e Pereiro de Palhacana com sede em Ribafria.

## População
★ Em 1989 foram desanexados lugares para criar a freguesia de Ribafria

| Nº de habitantes | Nº de habitantes | Nº de habitantes | Nº de habitantes | Nº de habitantes | Nº de habitantes | Nº de habitantes | Nº de habitantes | Nº de habitantes | Nº de habitantes | Nº de habitantes | Nº de habitantes | Nº de habitantes | Nº de habitantes | Nº de habitantes | Nº de habitantes |
| ---------------- | ---------------- | ---------------- | ---------------- | ---------------- | ---------------- | ---------------- | ---------------- | ---------------- | ---------------- | ---------------- | ---------------- | ---------------- | ---------------- | ---------------- | ---------------- |
| Censo            | 1864             | 1878             | 1890             | 1900             | 1911             | 1920             | 1930             | 1940             | 1950             | 1960             | 1970             | 1981             | 1991             | 2001             | 2011             |
| Habit            | 1 325            | 1 595            | 1 714            | 1 841            | 2 048            | 2 090            | 2 218            | 2 424            | 2 398            | 2 333            | 2 043            | 1 903            | 614              | 591              | 577              |
| Varº             |                  | +20%             | +7%              | +7%              | +11%             | +2%              | +6%              | +9%              | -1%              | -3%              | -12%             | -7%              | -68%             | -4%              | -2%              |

|     | 0-14 anos | 15-24 anos | 25-64 anos | 65 e + anos |
| Hab | 87 \| 86  | 68 \| 55   | 287 \| 313 | 149 \| 123  |
| Var | -1%       | -19%       | +9%        | -17%        |

## Património
- Igreja de Nossa Senhora da Conceição
- Capela de Santo Amaro
- Cruzeiro
- Fonte de Soeiro Cunhado
- Fonte de Bonvizinho